# 1997 CN5
1997 CN5 är en asteroid i huvudbältet som upptäcktes den 3 februari 1997 av de båda japanska astronomerna Takeshi Urata och Yoshisada Shimizu vid Nachi-Katsuura-observatoriet.
Asteroiden har en diameter på ungefär 6 kilometer.